# Meristogenys
Meristogenys é um género de anfíbio anuro pertencente família Ranidae.

## Espécies
- Meristogenys amoropalamus (Matsui, 1986).
- Meristogenys jerboa (Günther, 1872).
- Meristogenys kinabaluensis (Inger, 1966).
- Meristogenys macrophthalmus (Matsui, 1986).
- Meristogenys orphnocnemis (Matsui, 1986).
- Meristogenys phaeomerus (Inger et Gritis, 1983).
- Meristogenys poecilus (Inger et Gritis, 1983).
- Meristogenys whiteheadi (Boulenger, 1887).